# Ron Huldai
Ron Huldai (em hebraico:  רון חולדאי, n. 26 de Agosto de 1944) é um político israelense e aviador militar reformado, e o atual prefeito de Tel Aviv.
Nasceu em Hulda (seu sobrenome vem do nome do kibbutz) e é de pais polacos, de Łódź. Ele é formado em História pela Universidade de Tel Aviv, e pela Auburn University em Montgomery (Alabama, EUA), pela escola de aviadores militares dos Estados Unidos na Base Aérea de Maxwell (Montgomery, Alabama), e pelo programa avançado de gerenciamento da Universidade da Pensilvânia.